# Spirobolbolaimus boucherorum
Spirobolbolaimus boucherorum is een rondwormensoort uit de familie van de Microlaimidae. De wetenschappelijke naam van de soort is voor het eerst geldig gepubliceerd door Gourbault & Vincx.